# رود راش: جيل بريك
رود راش:جيل بريك (بالإنجليزية: Road Rash: Jailbreak)‏ ، وعبارة جيل بريك تعني «الهروب من السجن» ، وهي لعبة فيديو إلكترونية نشرها شركة إلكترونيك آرتس سنة 2000م وتعمل لنظام بلاي ستيشن، وفي سنة 2003م نشرها إلكترونيك آرتس لنظام تشغيل جيم بوي أدفانس، وهي الإصدار الأخير للعبة.